# Lê Quan Ninh
Lê Quan Ninh (né le 29 décembre 1961 à Paris) est un musicien français percussionniste de musique improvisée et contemporaine.

## Biographie
Il étudie le piano dans son enfance et se tourne vers la percussion à l'adolescence, entrant au conservatoire de Versailles à 16 ans dans la classe de Sylvio Gualda. Il y obtient un premier prix en 1982. Parallèlement il découvre le free jazz et se lance dans l'improvisation libre.
À sa sortie du conservatoire, il enseigne la percussion pendant 3 ans au conservatoire de Bondy. Il intègre la Compagnie du Hasard de Nicolas Peskine, où il collabore notamment avec Daunik Lazro. Il y rencontre le saxophoniste Michel Doneda en 1986, avec qui il se produira de très nombreuses fois par la suite et avec lequel il fonda à Toulouse l'association "La Flibuste". La même année, il intègre le Quatuor Hêlios, un quatuor de percussion contemporaine dont le répertoire commence par la musique de John Cage à des œuvres nouvelles écrites pour lui. Il continue jusqu'à l'orée des années 1990 à jouer en indépendant dans divers ensembles de musique contemporaine tels que : Musique Vivante, Alternance, Entre-Temps dirigé par Alain Neveux, etc.
En 2005 il fonde l'ensemble ]h[iatus, un ensemble international de musique contemporaine avec la violoncelliste Martine Altenburger qui est constitué d'Isabelle Duthoit, Géraldine Keller, Thomas Lehn, Tiziana Bertoncini, Angelika Sheridan, Fabrice Charles et Carl Ludwig Hübsch.
Installé en Creuse depuis 2007 il y est conseiller artistique du festival Le Bruit de la Musique qui a lieu chaque année au mois d'août depuis 2013.

## Discographie
- Misha Lobko Sextet: Rituals, 1985
- Michel Doneda/Daunik Lazro/Lê Quan Ninh - Concert Public, 1988
- Quatuor Hêlios: John Cage - Works for percussion, 1989
- Butch Morris: Conduction 25: Akbank - Conduction 26: Akbank II, 1992
- Butch Morris: Conduction 22: Documenta: gloves & mitts, 1992
- Soc avec Michel Doneda, Dominique Regef, 1992
- Burning Cloud avec Butch Morris, J. A. Deane, 1993
- Butch Morris: Conduction #38: In Freud's Garden, 1993
- Open Paper Tree avec Michel Doneda, Paul Rogers, 1994
- Ustensiles, album solo, 1996
- Idiome 1238 avec Fabrice Charles, Jacques Debout, Michel Doneda, Daniel Koskowitz, Jean Pallandre, Olivier Paquotte, Dominique Répécaud, 1995
- John Cage/Joëlle Léandre - The Wonderful Widow Of Eighteen Springs, sur Ryoanji, 1996
- Hyperion avec Mari Kimura, Michel Doneda, Jean Pallandre, 1997
- Montagne Noire avec Laurent Sassi, Michel Doneda, Marc Pichelin, 1997–98
- Les diseurs de musique avec Serge Pey, Daunik Lazro et Michel Doneda, 1998
- Cuts avec Peter Kowald, Ort Ensemble Wuppertal, Evan Parker et Carlos Zingaro, 1998
- Quatuor Hêlios avec Ali N. Askin et Eric Houzelot: Drumlike (Composition de Jean-Luc Therminarias sur un texte de Jean-Lambert Wild), 1999
- Quatuor Hêlios (Isabelle Bertelett, Jean-Christophe Feldhandler, Florent Haladjian, Lê Quan Ninh), 1999
- Love Stream avec Martine Altenburger, 1999
- Quatuor Hêlios: John Cage - Credo in us - More Works for Percussion, 1999–2000
- Brame avec Michel Doneda, Steve Robins, Laurent Sassi, Christian Monsarrat, Jean Pallandre, 2000
- La Voyelle Liquide avec Günter Müller, 2000
- Le Ventre Négatif, album solo, 2001
- Brame avec Michel Doneda, Christian Monsarrat, Jean Pallandre, Steve Robins, Laurent Sassi , 2002
- exaltatio utriusque mundi avec Frédéric Blondy, 2003
- Une Chance Pour l'Ombre avec Kazue Sawai, Kazuo Imai, Tetsu Saitoh, Michel Doneda, 2004
- Grosse Abfahrt : Everything that disappears avec Tom Djll, Matt Ingalls, Frédéric Blondy, John Shiurba, George Cremashi, John Bischoff, Tim Perkis, Gino Robair, 2007
- André Goudbeek/Peter Jacquemyn/Lê Quan Ninh Uwaga, 2008
- Densités 2008 avec Chris Burn, Christof Kurzmann, John Butcher et Simon H. Fell
- ZAM Labor Vol #1-#4 compilation avec Gene Coleman, Joseph Suchy, Jaki Liebezeit, Stefan Bohne, Achim Tang, 2008
- Jean Derome & Lê Quan Ninh Fléchettes, 2009
- AGiiiR avec André Goudbeek, Christine Wodrascka, Peter Jacquemyn, 2010
- Núria Andorrà/Tom Chant/Lê Quan Ninh Live at L'Ateneu Barcelonès, 2014
- Michel Doneda & Lê Quan Ninh Aplomb, 2015
- Luzifers Abschied avec Tele.s.therion, Lunurumh, Michel Doneda, Kasper T. Toeplitz, Antoine Chessex, Jason Van Gulick, Paolo Sanna, 2017
- ensemble]h[iatus Peter Jakober, 2017
- ensemble]h[iatus Anthony Pateras | Collected Works Vol.II (2005-2018), 2019
- Michel Doneda & Lê Quan Ninh Thirty Ways to Avoid Talking, 2019
- Pièce Commémorative: pour Simon avec Pascal Battus, David Chiesa, Rhodri Davies, Bertrand Gauguet, Anouck Genthon, Lionel Marchetti, Jérôme Noetinger, Jean-Luc Petit, Mark Wastell
- Loris Binot/Lê Quan Ninh/Emilie Škrijelj Distant Numbers, 2020
- Klangfestival Remote, compilation, 2020
- Binary Systems avec Richard Barrett, compilation, 2021
- John Cage - Variations VII, avec Nadia Lena, Aurélie Maisonneuve, Émilie Mousset, Jérôme Noetinger, Julien Rabin, 2022